# Calligonum gobicum
Calligonum gobicum (Bunge ex Meisn.) Losinsk. – gatunek rośliny z rodziny rdestowatych (Polygonaceae Juss.). Występuje naturalnie w południowo-wschodniej Mongolii oraz Chinach (w prowincji Gansu, a także w regionach autonomicznych Sinciang i Mongolia Wewnętrzna). 

## Morfologia
PokrójZrzucający liście krzew dorastający do 0,8–1 m wysokości.
LiścieIch blaszka liściowa ma równowąski kształt, mierzy 1–5 mm długości, o ostrym wierzchołku.
KwiatyZebrane po 2–3 w pęczki, rozwijają się w kątach pędów. Listki okwiatu mają eliptyczny kształt i czerwoną barwę.
OwoceMają jajowaty kształt, osiągają 11–18 mm długości oraz 10–15 mm szerokości.

## Biologia i ekologia
Rośnie na pustyniach oraz wydmach. Występuje na wysokości od 600 do 1600 m n.p.m. Kwitnie od maja do lipca, natomiast owoce dojrzewają od czerwca do sierpnia.